# Skytte vid olympiska sommarspelen 2020

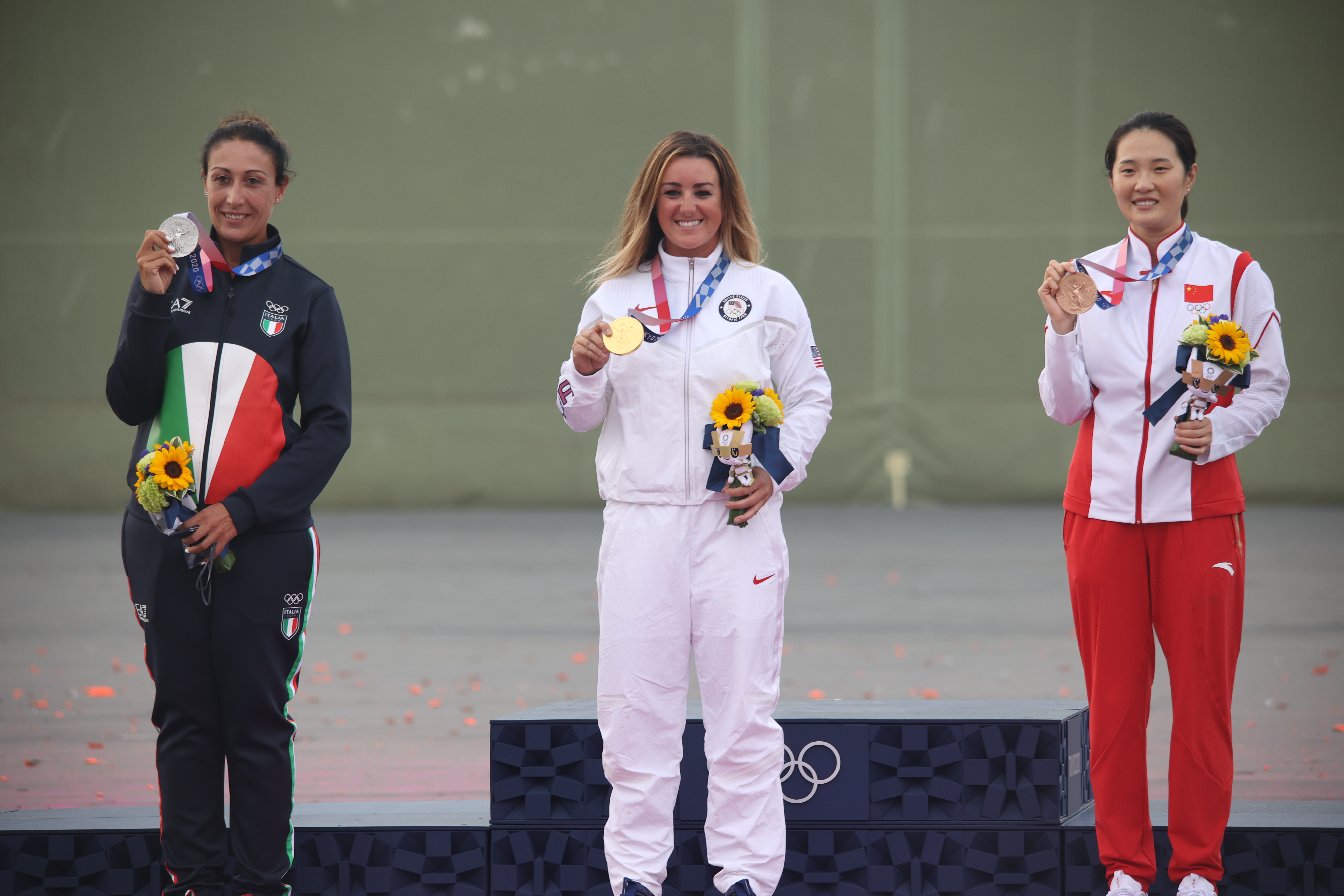
Medaljörerna i damernas skeet.

Skytte vid olympiska sommarspelen 2020 arrangerades mellan 24 juli och 2 augusti 2021 i Asaka Shooting Range i Tokyo i Japan. Totalt 15 grenar fanns på programmet (lika många som OS 2016) men flera ändringar gjordes jämfört med spelen i Rio de Janeiro. 50 meter pistol, 50 meter gevär liggande och dubbeltrap för herrar togs bort och ersattes med mixade lagtävlingar i luftpistol, luftgevär och trap. Detta för att programmet skulle bli jämställt mellan damer och herrar.
Tävlingarna skulle ursprungligen ha hållits mellan 25 juli och 3 augusti 2020 men de blev på grund av Covid-19-pandemin uppskjutna.

## Medaljsammanfattning
| Damer                                      | Guld                               | Silver                          | Brons                         |
| 10 meter luftpistol Detaljer...            | Vitalina Batsarasjkina ROC         | Antoaneta Kostadinova Bulgarien | Jiang Ranxin Kina             |
| 25 meter pistol Detaljer...                | Vitalina Batsarasjkina ROC         | Kim Min-jung Sydkorea           | Xiao Jiaruixuan Kina          |
| 10 meter luftgevär Detaljer...             | Yang Qian Kina                     | Anastasija Galasjina ROC        | Nina Christen Schweiz         |
| 50 meter gevär, tre positioner Detaljer... | Nina Christen Schweiz              | Julija Zykova ROC               | Julija Karimova ROC           |
| Skeet Detaljer...                          | Amber English USA                  | Diana Bacosi Italien            | Wei Meng Kina                 |
| Trap Detaljer...                           | Zuzana Rehák-Štefečeková Slovakien | Kayle Browning USA              | Alessandra Perilli San Marino |

| Herrar                                     | Guld                       | Silver                    | Brons                                |
| 10 meter luftpistol Detaljer...            | Javad Foroughi Iran        | Damir Mikec Serbien       | Pang Wei Kina                        |
| 25 meter snabbpistol Detaljer...           | Jean Quiquampoix Frankrike | Leuris Pupo Kuba          | Li Yuehong Kina                      |
| 10 meter luftgevär Detaljer...             | William Shaner USA         | Sheng Lihao Kina          | Yang Haoran Kina                     |
| 50 meter gevär, tre positioner Detaljer... | Zhang Changhong Kina       | Sergej Kamenskij ROC      | Milenko Sebić Serbien                |
| Skeet Detaljer...                          | Vincent Hancock USA        | Jesper Hansen Danmark     | Abdullah Al-Rashidi Kuwait           |
| Trap Detaljer...                           | Jiří Lipták Tjeckien       | David Kostelecký Tjeckien | Matthew Coward-Holley Storbritannien |

| Mixedlag               | Guld                            | Silver                                   | Brons                            |
| Luftpistol Detaljer... | Kina                            | ROC                                      | Ukraina                          |
| Luftpistol Detaljer... | Jiang Ranxin Pang Wei           | Vitalina Batsarasjkina Artiom Tjernousov | Olena Kostevitj Oleh Omeltjuk    |
| Luftgevär Detaljer...  | Kina                            | USA                                      | ROC                              |
| Luftgevär Detaljer...  | Yang Qian Yang Haoran           | Mary Tucker Lucas Kozeniesky             | Julija Karimova Sergej Kamenskij |
| Trap Detaljer...       | Spanien                         | San Marino                               | USA                              |
| Trap Detaljer...       | Fátima Gálvez Alberto Fernández | Alessandra Perilli Gian Marco Berti      | Madelynn Bernau Brian Burrows    |

Denna tabell: visa • redigera

## Medaljtabell
| Pl.    | Nation         | Guld | Silver | Brons | Totalt |
| ------ | -------------- | ---- | ------ | ----- | ------ |
| 2      | Kina           | 4    | 1      | 6     | 11     |
| 1      | USA            | 3    | 2      | 1     | 6      |
| 3      | ROC            | 2    | 4      | 2     | 8      |
| 4      | Tjeckien       | 1    | 1      | 0     | 2      |
| 5      | Schweiz        | 1    | 0      | 1     | 2      |
| 6      | Frankrike      | 1    | 0      | 0     | 1      |
| 6      | Iran           | 1    | 0      | 0     | 1      |
| 6      | Slovenien      | 1    | 0      | 0     | 1      |
| 6      | Spanien        | 1    | 0      | 0     | 1      |
| 10     | San Marino     | 0    | 1      | 1     | 2      |
| 10     | Serbien        | 0    | 1      | 1     | 2      |
| 12     | Bulgarien      | 0    | 1      | 0     | 1      |
| 12     | Danmark        | 0    | 1      | 0     | 1      |
| 12     | Italien        | 0    | 1      | 0     | 1      |
| 12     | Kuba           | 0    | 1      | 0     | 1      |
| 12     | Sydkorea       | 0    | 1      | 0     | 1      |
| 17     | Kuwait         | 0    | 0      | 1     | 1      |
| 17     | Storbritannien | 0    | 0      | 1     | 1      |
| 17     | Ukraina        | 0    | 0      | 1     | 1      |
| Totalt | Totalt         | 15   | 15     | 15    | 45     |

### Fotnoter
1. ↑  (16 juni 2021). Shooting Competition Schedule. Arkiverad 1 juli 2021 hämtat från the Wayback Machine. tokyo2020.org. Läst 21 juni 2021.
2. ↑  Shooting. tokyo2020.org. Läst 11 oktober 2019.
3. ↑  ISSF Rules Changes for 2018-2020 approved. issf-sports.org. Läst 11 oktober 2019.
4. ↑  (Program från 31 juli 2019). Olympic Competition Schedule. tokyo2020.org. Läst 7 oktober 2019.
5. ↑  (30 mars 2020). IOC, IPC, Tokyo 2020 Organising Committee and Tokyo Metropolitan Government announce new dates for the Olympic and Paralympic Games Tokyo 2020. IOK. Läst 21 juni 2021.
6. ↑  (25 juli 2021). Shooting – 10m Air Pistol Women – Final. olympics.com. Läst 25 juli 2021.
7. ↑  (30 juli 2021). Shooting – 25m Pistol Women – Final. olympics.com. Läst 30 juli 2021.
8. ↑  (24 juli 2021). Shooting – 10m Air Rifle Women – Final. olympics.com. Läst 24 juli 2021.
9. ↑  (31 juli 2021). Shooting – 50m Rifle 3 Positions Women – Final. olympics.com. Läst 31 juli 2021.
10. ↑  (26 juli 2021). Shooting – Skeet Women – Final. olympics.com. Läst 26 juli 2021.
11. ↑  (29 juli 2021). Shooting – Trap Women – Final. olympics.com. Läst 29 juli 2021.
12. ↑  (24 juli 2021). Shooting – 10m Air Pistol Men – Final. olympics.com. Läst 24 juli 2021.
13. ↑  (2 augusti 2021). Shooting – 25m Rapid Fire Pistol Men – Final. olympics.com. Läst 2 augusti 2021.
14. ↑  (25 juli 2021). Shooting – 10m Air Rifle Men – Final. olympics.com. Läst 25 juli 2021.
15. ↑  (2 augusti 2021). Shooting – 50m Rifle 3 Positions Men – Final. olympics.com. Läst 2 augusti 2021.
16. ↑  (26 juli 2021). Shooting – Skeet Men – Final. olympics.com. Läst 26 juli 2021.
17. ↑  (29 juli 2021). Shooting – Trap Men – Final. olympics.com. Läst 29 juli 2021.
18. ↑  (27 juli 2021). Shooting – 10m Air Pistol Mixed Team – Final. olympics.com. Läst 27 juli 2021.
19. ↑  (27 juli 2021). Shooting – 10m Air Rifle Mixed Team – Final. olympics.com. Läst 27 juli 2021.
20. ↑  (31 juli 2021). Shooting – Trap Mixed Team – Final. olympics.com. Läst 31 juli 2021.